# 林軒田
林軒田（英語：Hsuan-Tien Lin），男，國立臺灣大學資訊工程學系教授與資訊網路與多媒體研究所合聘教授，也在 Appier 擔任首席資料科學顧問。
除了在國立臺灣大學授課外，也於 Coursera 上開設了兩門線上課程：機器學習基石上/下、機器學習技法。

## 現職
- 國立臺灣大學資訊工程學系教授[1]。
- 國立臺灣大學資訊網路與多媒體研究所教授。[1]
- 沛星互動科技（Appier）首席資料科學顧問[1]。

## 研究領域
林軒田的研究专长是機器學習、資料探勘和資訊理論。

## 著作
- Learning from Data: A Short Course（ISBN：9781600490064）